# الاحتلال الألماني للوكسمبورغ خلال الحرب العالمية الثانية
بدأ الاحتلال الألماني للوكسمبورغ في الحرب العالمية الثانية في مايو 1940 بعد أن غزت ألمانيا النازية دوقية لوكسمبورغ الكبرى. على الرغم من أن لوكسمبورغ كانت محايدة رسميًا، إلا أنها كانت تقع عند نقطة إستراتيجية في نهاية خط ماجينو الفرنسي. في 10 مايو 1940، غزا الفيرماخت الألماني لوكسمبورغ وبلجيكا وهولندا. وضعت لوكسمبورغ مبدئيًا تحت إدارة عسكرية، لكنها أصبحت فيما بعد منطقة ذات إدارة مدنية وأخيراً تم ضمها مباشرةً إلى ألمانيا. اعتقد الألمان أن لوكسمبورغ دولة جرمانية، وحاولوا قمع ما اعتبروه لغة فرنسية غريبة وتأثيرات ثقافية. على الرغم من أن بعض اللوكسمبورغ انضموا إلى المقاومة أو تعاونوا مع الألمان، إلا أن كلاهما شكل أقلية من السكان. كمواطنين ألمان، من عام 1942، تم تجنيد العديد من اللوكسمبورغيين في الجيش الألماني. قُتل حوالي 3500 يهودي من لوكسمبورغ أثناء الهولوكوست. بدأ تحرير البلاد من قبل الحلفاء في سبتمبر 1944، ولكن بسبب هجوم آردن لم يكتمل حتى أوائل عام 1945.

## عشية الغزو

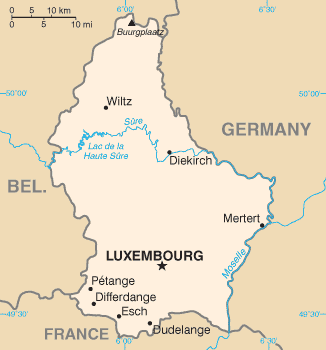
خريطة لوكسمبورغ

وضع اندلاع الحرب العالمية الثانية في 1 سبتمبر 1939 حكومة لوكسمبورغ في موقف حساس. من ناحية، كان تعاطف السكان مع بلجيكا وفرنسا. من ناحية أخرى، نظرًا لسياسة الحياد التي تتبعها البلاد منذ معاهدة لندن عام 1867، تبنت الحكومة موقفا دقيقا غير متحارب تجاه جيرانها. اعتبارا من 1 سبتمبر، توقف راديو لوكسمبورغ عن البث. في ربيع عام 1940، أقيمت التحصينات على طول الحدود مع ألمانيا وفرنسا. يتكون خط Schuster المسمى باسم مُنشئه من حواجز طرق خرسانية ضخمة ذات أبواب فولاذية. كان الهدف الرسمي لهذه الحواجز على الطرق هو إبطاء تقدم أي جيش غازي وإعطاء الوقت لضباط الوكسمبورغيين الحياديين لاتخاذ إجراءات مضادة ضد الغزاة. ومع ذلك، مقارنة بالقوة الهائلة للقوات الألمانية، كان لها شخصية رمزية فقط وساعدت في تهدئة السكان. باستثناء سلاحها الصغير من فيلق الجندير وفولونتير، لم تمتلك لوكسمبورغ جيشًا بسبب قيود المعاهدة.
بعد عدة إنذارات خاطئة في ربيع عام 1940، ازداد احتمال نشوب صراع عسكري بين ألمانيا وفرنسا. أوقفت ألمانيا تصدير فحم الكوك لصناعة الصلب اللوكسمبورجي.

## غزو
تم طلب إغلاق الأبواب الحديدية لخط شوستر في 10 مايو 1940 في الساعة 03:15، في أعقاب تحركات القوات الألمانية على الجانب الشرقي من الأنهار الحدودية لدينا، وسور وموزيل. في غضون ذلك، حاولت القوات الخاصة الألمانية التي كانت ترتدي ملابس مدنية وبدعم من الألمان الذين يعيشون في لوكسمبورغ - ما يسمى بـ Stoßtrupp Lützelburg - تخريب البث الإذاعي والمتاريس على طول الحدود الألمانية-اللوكسمبرجية ولكن محاولاتهم بائت بالفشل. تم إجلاء العائلة الملكية من مقر إقامتها في كولمار بيرغ إلى قصر جراند دوق في مدينة لوكسمبورغ.
بدأ الغزو الألماني، المكون من فرق بانزر الأولى والثانية والعاشرة في الساعة 04:35. لم يواجهوا أي مقاومة كبيرة باستثناء بعض الجسور المدمرة وبعض الألغام الأرضية، لأن غالبية فيلق المتطوعين في لوكسمبورغ بقوا في ثكناتهم. قاومت شرطة لوكسمبورغ القوات الألمانية، ولكن دون جدوى. تم احتلال العاصمة قبل الظهر. بلغ إجمالي الخسائر في لوكسمبورغ 75 من رجال الشرطة والجنود الذين تم أسرهم، وجرح ستة من رجال الشرطة وجندي واحد. في الساعة 08:00، عناصر من French 3rd Light Cavalry Division [3e division légère de cavalerie] للجنرال Robert Petiet [الإنجليزية] ، بدعم من لواء سباهي الأول للعقيد جوفولت [بحاجة لمصدر] وعبرت الفرقة الثانية من الكتيبة المدرعة الخامسة الحدود الجنوبية لإجراء تحقيق للقوات الألمانية؛ تراجعت هذه الوحدات فيما بعد وراء خط ماجينو. بحلول مساء يوم 10 مايو 1940، احتلت القوات الألمانية معظم البلاد، باستثناء الجنوب. تم إجلاء أكثر من 90,000 مدني من كانتون إيش سور الزيت كنتيجة للتقدم. 47000 فروا إلى فرنسا، 45000 فروا إلى الجزء الأوسط والشمالي من لوكسمبورغ.
فرت الدوقة الكبرى شارلوت وحكومة رئيس الوزراء بيير دوبونج إلى فرنسا والبرتغال والمملكة المتحدة، قبل أن تستقر أخيرًا في كندا طوال فترة الحرب. أصبح شارلوت، المنفي في لندن، رمزا هاما للوحدة الوطنية. تطوع ابنه الأكبر ووريثه، جان في الجيش البريطاني في عام 1942. الممثل الرسمي الوحيد الذي تركه هو Albert Wehrer [الإنجليزية] ، رئيس لجنة حكومية، وكذلك 41 عضوا في مجلس النواب.

## الحكم

### الإدارة العسكرية

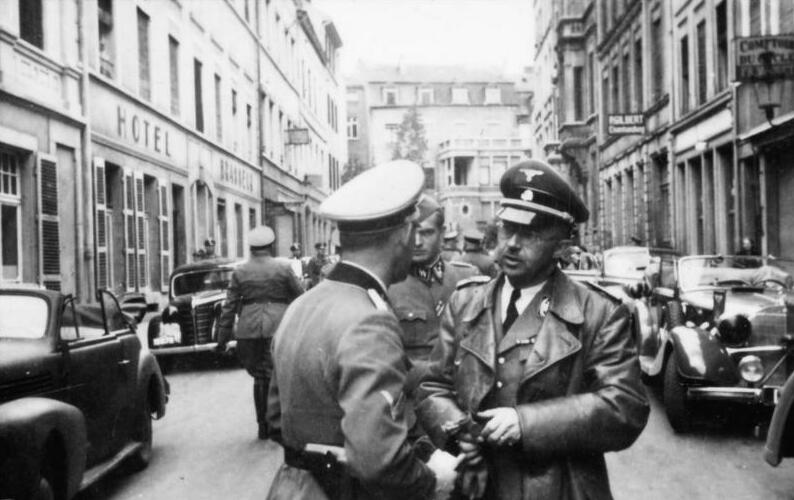
هاينريش هيملر يزور لوكسمبورغ في يوليو 1940

في وقت مبكر من يوم 10 مايو 1940، سلم الدبلوماسي الألماني فون رادويتز الأمين العام لحكومة لوكسمبورغ مذكرة من الحكومة الألمانية، تفيد بأن ألمانيا ليس لديها أي نية لتغيير وحدة أراضي الدوقية الكبرى أو استقلالها السياسي. في اليوم التالي، تم إنشاء إدارة عسكرية في لوكسمبورغ. ومثلت المصالح اللوكسمبرجية لجنة حكومية برئاسة ألبرت ويرر، والتي كانت تتألف من كبار موظفي الخدمة المدنية وتم إضفاء الشرعية عليها من قبل مجلس النواب. كانت هناك علاقة جيدة بين هذه اللجنة والسلطات العسكرية، حيث أظهر العقيد شوماخر موقفًا واسع الأفق تجاه مشاكل البلاد واستعدادًا لحلها بالتشاور مع اللجنة الحكومية.
في 13 يوليو 1940، تم تأسيس فولكس دويتشه بيفيغونغ في مدينة لوكسمبورغ تحت قيادة داميان كراتزينبرج، وهو مدرس ألماني في أثينا لوكسمبورغ. كان هدفها الرئيسي هو دفع السكان نحو موقع صديق لألمانيا عن طريق الدعاية، وكانت هذه المنظمة هي التي استخدمت عبارة " هايم إنس رايخ .
رأى عدة نواب وموظفين حكوميين رفيعي المستوى أن لوكسمبورغ يمكن أن تحتفظ بقدر من الحكم الذاتي في ظل الإدارة العسكرية، كما حدث في الحرب العالمية الأولى، وقد بذلت محاولات للتوصل إلى نوع من الترتيب مع ألمانيا. ومع ذلك، سرعان ما أوضحت السلطات في برلين أن مصير لوكسمبورغ سيكون مختلفًا جدًا هذه المرة. اعتبر النازيون شعب لوكسمبورغ مجرد مجموعة عرقية جرمانية أخرى ودوقية غراند الكبرى أرضًا ألمانية. تم سحب السلطات العسكرية من لوكسمبورغ بحلول 31 يوليو 1940، لتحل محلها إدارة مدنية تحت قيادة غوستاف سيمون.

### الإدارة المدنية والضم
تم تعيين غوستاف سيمون شيف دير زيفلرفالتونج (CdZ؛ «رئيس الإدارة المدنية») من قبل القيادة العليا للجيوش الألمانية في 21 يوليو 1940. ثم أدرجت لوكسمبورغ في CdZ-Gebiet Luxembourgurg في 29 يوليو. بينما كانت في البداية تابعًة للإدارة العسكرية في بلجيكا وشمال فرنسا، تم تأكيد تعيين سيمون في في 2 أغسطس من قِبل أدولف هتلر شخصيا، مما يدل على أنه قدم تقارير مباشرة إلى الفوهرر وليس أي شخص آخر. هذا منحه درجة واسعة من الحكم الذاتي فيما يتعلق بالسلطات العسكرية والمدنية في ألمانيا النازية.

## الحياة في لوكسمبورغ المحتلة
كان رد فعل الجمهور العام بطيئًا في البداية، ما زالو يشعرون بالصدمة من الغزو الذي حدث في الفترة من 1914 إلى 1918. علاوة على ذلك، فرت العائلة المالكة والحكومة بصمت إلى المنفى. أبقى غالبية السكان رؤوسهم منخفضة لتجنب أي نزاع مع السلطات؛ شارك آخرون في أعمال المقاومة السلبية.

### التوحيد الألماني
وصلت إدارة سيمون إلى لوكسمبورغ مقتنعًة تمامًا أن «الألمان» من اللوكسمبورغيين يكمن أن يحتفظو بطبقة خارجية رقيقة من النفوذ الفرنسي. وهذا بدوره يعني أنه مع وجود قدر ضئيل من «الانهيار» من جانب إدارته، فإن الطابع الألماني للسكان سيكشف عن نفسه بشكل أساسي.
كان لسيمون هدفان واضحان:
- النازية وألمنة لوكسمبورغ، أي محو كل ما لم يكن من مصدر غير ألماني، مثل الأسماء الفرنسية والكلمات من أصل فرنسي أو طريقة الحياة الفرنسية
- تدمير وتقطيع مؤسسات الدولة اللوكسمبرجية، وإدماج الدولة في الرايخ الثالث

أوضحت مجموعته الأولى من المراسيم هذه السياسة بوضوح شديد:
- - 6 أغسطس 1940: أصبحت اللغة الألمانية هي اللغة الرسمية الوحيدة، وتم حظر استخدام اللغة الفرنسية. ينطبق الحظر على الاستخدام الرسمي والإداري وكذلك الحياة اليومية. تم تضمين التعبيرات الفرنسية من باب المجاملة مثل «بونجور»، «ميرسي»، "Monsieur"، «مدام»، وما إلى ذلك: كان على الناس الذين يحيون بعضهم البعض أن يقولوا «هايل هتلر».
  - خريف 1940. تم حل الأحزاب السياسية والنقابات العمالية المستقلة والبرلمان.  وضعت جميع منظمات المجتمع المدني والصحافة تحت السيطرة النازية.
  - حتى نهاية عام 1940. تم تقديم القانون الألماني بما في ذلك قانون Sondergerichte ونورمبرغ.
  - 31 كانون الثاني (يناير) 1941: تم تطهير أسماء العائلات ذات الأسماء الفرنسية والأسماء الأولى وأسماء الشوارع والبلدات والمتاجر والشركات، أي ترجمتها إلى نظيرتها الألمانية أو استبدالها ببساطة بشيء أكثر جرمانية.  هنري أصبح هاينريش، ودوبونت أصبح بروكنر.
  - 18 فبراير 1941: تم حظر ارتداء بيريه (قبعة تقليدية من شمال إقليم الباسك).[4]
  - من مايو 1941، أُمر العديد من شباب لوكسمبورغ بالمشاركة في خدمات عمال الرايخ[3]

تم إطلاق حملة دعائية ضخمة للتأثير على السكان، لم يتعرض المنشقون والنقاد لتهديد فحسب، بل تعرض أيضًا المعلمين والمسؤولين وكبار رجال الأعمال، للتهديد بفقدان وظائفهم ما لم ينضموا إلى المنظمات النازية، مما أدى إلى زيادة التوظيف من جميع المهن. وثق سجل مركزي الرأي الشخصي بشأن النظام النازي لكل مواطن تقريبًا. الأشخاص الذين عارضوا النظام علنا فقدوا وظائفهم أو تم ترحيلهم، وبشكل أساسي إلى ألمانيا الشرقية وفي أسوأ الحالات تم إرسالهم إلى معسكرات الموت حيث مات الكثير منهم.
حاولت سلطات الاحتلال لتغطية لوكسمبورغ مع شبكة من المنظمات السياسية والاجتماعية والثقافية، مثل الموجودة أيضا في ألمانيا، بما في ذلك Hitlerjugend، البوند دويتشر مادل، وWinterhilfswerk، وNS-Frauenschaft، ودويتشه الجبهة العمالية.

### الكنيسة الكاثوليكية
كانت الكنيسة الكاثوليكية في لوكسمبورغ صامتة نسبيًا خلال الحرب، ولم تتخذ أي موقف علني بشأن مصير اليهود أو النظام النازي. من ناحية كان الأسقف، جوزيف لوران فيليب، طريح الفراش بسبب المرض، وبالتالي لم يكن في أي ولاية لتقديم معارضة نشطة. من ناحية أخرى، لم يرغب الأسقف في زيادة استعداء المحتل وتعريض حياة الكنيسة الدينية المحفوفة بالمخاطر للخطر، والتي كانت مقيدة بشدة أثناء الحرب. ومع ذلك، رفض الأسقف فيليب مقابلة القيادة النازية، واتخذ الاستعدادات في حالة خلو منصبه.
رأت الكنيسة أن وجودها مهدد بالخطر بسبب سياسات النازيين المناهضة لدين: لقد تم حظر الأحداث الدينية العامة مثل احتفال أوكتاف أو مسيرة الرقص أو حل المنظمات المسيحية أو إلغاء التعليم الديني في المدارس. وفرض حظر على المواعظ الدينية.
في الوقت نفسه، ظلت إدارة الأبرشية واحدة من عدد قليل جدا من المؤسسات اللوكسمبرجية التي بقيت على حالها خلال الحرب، على الرغم من أن هذا كان موضع شك لفترة من الوقت، ونظرت سلطات الاحتلال في ترحيل الأسقف.

### المقاومة
تم تنفيذ المقاومة اللوكسمبرجية من قبل جزء صغير فقط من السكان. كان تشكيله عفوية وبطيئة في البداية. تم تشكيل المجموعات الأولى من خريف 1940 إلى صيف 1941. في البداية، عملوا دون تنسيق وبدوافع مختلفة، على سبيل المثال الليبراليون المعارضون للسياسات المعادية لليهود وكذلك الكاثوليك المحافظين الذين لديهم في بعض الأحيان ميول اشتراكية معادية. كما عارضت بعض هذه الفئة الأخيرة الاتحاد السوفيتي و«البلشفية»، على أمل أن يهزم جنرالات الفيرماخت جوزيف ستالين والجيش الأحمر، بينما يختبئون في نفس الوقت بين اليهود ورجال الدين المناهضيين للنازية. معا في مزارعهم. لم ينضم الحزب الشيوعي في لوكسمبورغ إلى المقاومة اللوكسمبورغية إلا بعد غزو الاتحاد السوفيتي في يونيو 1941.
كانت أنشطة المقاومة موجهة إلى حد كبير نحو تقويض احتكار ألمانيا للمعلومات، وتوفير الدعم المعنوي للسكان، من خلال نشر الدعاية المضادة عن طريق التعبير الشفهي، والمنشورات، والملصقات، والصحف بأكملها لاحقًا. بالإضافة إلى ذلك، ساعدت المقاومة أسرى الحلفاء والطيارين الذين تم إسقاطهم، و«الهاربين» من الفيرماخت وغيرهم من اللوكسمبورغيين المهدد بالانقراض على عبور الحدود إلى بلجيكا أو فرنسا. أضاف إدخال العمال القسريين والتجنيد في الفيرماخت إلى مهام المقاومة: يجب الآن إخفاء عدد كبير من الشباب الذين رفضوا الخدمة في القوات المسلحة الألمانية في جميع أنحاء البلاد والحفاظ على سلامتهم وتغذيتهم، أو ساعدوا في الهروب إلى الخارج. كما تم جمع مجموعات من الطعام والمال لمساعدة أسر الذين تم اعتقالهم أو ترحيلهم أو طردهم من وظائفهم. كان جزءًا متزايد الأهمية من أنشطة المقاومة هو توفير الاستخبارات العسكرية والسياسية والاقتصادية للحلفاء. على الرغم من حدوث بعض أعمال التخريب، إلا أنها كانت نادرة وكان ينظر إليها على أنها مخاطرة كبيرة في بلد صغير لا توجد به مناطق نائية يمكن أن ينسحبوا إليها. ولأسباب مماثلة، كان القتال المسلح الذي قامت به المقاومة ضد المحتلين نادرًا. أخيرًا، اتصلت العديد من الحركات بالحكومة في المنفى والحلفاء وحركات المقاومة الفرنسية والبلجيكية، مع العديد من الشباب الذين انضموا إلى المقاومة المسلحة في فرنسا وبلجيكا.
أبقت العديد من الأسر الكاثوليكية والشيوعية المعروفة، والعديد من الأبرشيات على عدد من المدنيين من يهود لوكسمبورغ واليهود الأجانب المختبئين.

#### المقاومة السلبية

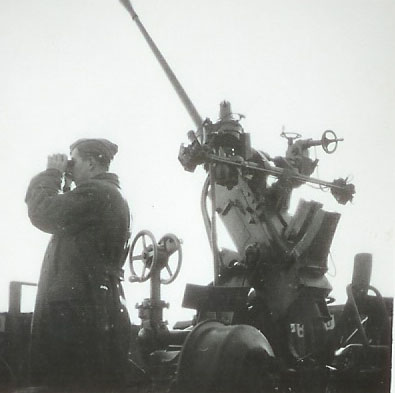
اللوكسمبورغيين الذين يخدمون في الجيش الألماني كLuftwaffenhelfer

كانت المقاومة السلبية غير العنيفة واسعة الانتشار في لوكسمبورغ خلال هذه الفترة. من أغسطس 1940، وقعت لعبة Spéngelskrich («حرب الدبابيس») بينما كان يرتدي اللوكسمبورغيين شارات وطنية (تصور الألوان الوطنية أو الدوقية الكبرى)، مما أدى إلى وقوع هجمات من VdB.
في أكتوبر 1941، أجرى المحتلون الألمان دراسة استقصائية للمدنيين اللوكسماليين الذين طُلب منهم ذكر جنسيتهم ولغتهم الأم ومجموعتهم العنصرية، ولكن على عكس التوقعات الألمانية، أجاب 95٪ بـ «اللوكسمبرجية» على كل سؤال. أدى رفض إعلان أنفسهم كمواطنين ألمان إلى اعتقالات جماعية.
وكان التجنيد لا يحظى بشعبية خاصة. في 31 أغسطس 1942، بعد فترة وجيزة من إعلان تمديد التجنيد إلى جميع الرجال الذين ولدوا بين عامي 1920 و1927، بدأ الإضراب في مدينة ويلتز الشمالية. انتشر الإضراب بسرعة، وشل المصانع والصناعات في لوكسمبورغ. تم قمع الإضراب بسرعة واعتقال قادته. تمت محاكمة 20 شخصًا أمام محكمة خاصة (بالألمانية، " Standgericht ") وتم إعدامهم رمياً بالرصاص في معسكر اعتقال هينزرت القريب. ومع ذلك، استمرت الاحتجاجات ضد التجنيد وغادر 3500 من اللوكسمبورغيين غادرو الجيش الألماني بعد تجنيدهم.

### تعاون
يعد التعاون مع الاحتلال النازي جانبًا يتم التحدث عنه كثيرًا في لوكسمبورغ. أظهرت الدراسات أن التعاون كان ظاهرة في جميع طبقات المجتمع. ومع ذلك، كان هناك تمثيل مفرط للموظفين المدنيين بين المتعاونين. في المتوسط، كان المتعاونون أصغر من أعمار عامة السكان. في أوائل سبتمبر 1944، غادر ما يقرب من 10000 شخص لوكسمبورغي مع الإدارة المدنية الألمانية: من المفترض بشكل عام أن هذا كان يتكون من 3500 من المتعاونين وعائلاتهم. في عام 1945، كان هناك 10101 من سكان لوكسمبورغ، بينهم 2,857 رجل و2424 مراة في السجن بسبب أنشطتهم السياسية، ويشكلون 1.79 ٪ من السكان. حُكم على 12 متعاونًا بالإعدام وأُطلق عليهم الرصاص في ريككينهال بمدينة لوكسمبورغ. حُكم على 249 عاملاً بالسخرة، وحُكم على 1366 بالسجن، وأُرسل 645 إلى بيوت العمل.

### قمع
في مواجهة معارضة الرأي العام، اتخذ النظام إجراءات وحشية ضد أي شكل من أشكال المقاومة. بعد الإضراب العام في عام 1942، أعلن غوستاف سيمون حالة الطوارئ وقدم الألمانية Standgerichte. ألقي القبض على الآلاف وتعرضوا للتعذيب. قتل المئات في معسكرات الاعتقال. تم ترحيل عائلات بأكملها إلى شرق ألمانيا واستعيض عنها بعائلات ألمانية، معظمهم من جنوب تيرول وأوروبا الشرقية. أصبح مقر الغيستابو، فيلا باولي، رمزًا لهذا الإرهاب.  

في أغسطس 1940، أنشأت غيستابو مقرها في فيلا باولي في مدينة لوكسمبورغ، مع مكاتب ميدانية في فيلا سيليجمان في إيش وفيلا كونتر في ديكيرش.
في 9 سبتمبر 1942، أعلن غولتير "عملية إعادة التوطين في لوكسمبورغ. ومنذ ذلك الحين وحتى عام 1944، تمت إعادة توطين أكثر من 1410 أسرة (4200 فرد) في الشرق وسودتنلاند وسيليزيا العليا. سُرقت ممتلكاتهم وكانوا يتعلمو ليصبحوا "ألمان جيدين"، ممنوعين من العودة إلى لوكسمبورغ. من عام 1943، بالإضافة إلى العائلات التي تم ترحيلها لأسباب سياسية، بدأ الألمان في إعادة توطين العائلات الذين تهرب أبناؤهم من التجنيد في الفيرماخت أو الذين فروا من وحداتهم. من بين هؤلاء الأشخاص الذين أعيد توطينهم، مات 73 في المخيمات، بما في ذلك 9 أطفال، معظمهم بسبب سوء التغذية ونقص المرافق الطبية.

## المحرقة
قبل الغزو، كان يعيش 3900 يهودي في لوكسمبورغ، كثير منهم لاجئون من ألمانيا والنمسا. في ليلة 10 مايو 1940، غادر حوالي 1600 منهم البلاد. بعد أن قدم سيمون قوانين نورمبرغ، أصبحت الحياة لا تطاق بالنسبة للسكان اليهود. تمت مصادرة متاجرهم وممتلكاتهم وأموالهم وطرد جميع الموظفين اليهود. لم يسمح لهم بدخول المباني العامة أو الاحتفاظ بالحيوانات الأليفة. حتى 15 أكتوبر 1941، غادر 1500 يهودي آخر البلاد بأمر من السلطات. رافقهم الجستابو إلى فرنسا وإسبانيا، لكن منذ رفضهم هناك، ذهبوا في رحلة لا نهاية لها.
في 23 أغسطس 1941، تم فرض حظر التجول على السكان اليهود وتراجعوا إلى مواطنين من الدرجة الثانية. تم تدمير المعابد في مدينة لوكسمبورغ وإيش سور ألزيت؛  دمرت تلك الموجودة في إيتلبروك وموندورف ليه باين. ركز النازيون معظم اليهود المتبقين البالغ عددهم 800 في دير سينكفونتين القديم (Fünfbrunnen). من هنا، تم ترحيلهم في 7 قطارات من 16 أكتوبر 1941 إلى 17 يونيو 1943 إلى الحي اليهودي لوودج ومعسكرات الاعتقال في لوبلان وبتيريزينشتات، ومن 1943 مباشرة إلى معسكر الإبادة أوشفيتز.
أحد الناجين اليهود البارزين كان ألفريد أوبنهايمر، عضو في المجلس (على غرار المجالس اليهودية ‏ في أوروبا الشرقية المحتلة). تم ترحيله مع أسرته إلى معسكر اعتقال، حيث تم قتل زوجته، ثم إلى أوشفيتز حيث تم قتل ابنه ريني بالغاز. نجا ألفريد أوبنهايمر من معسكر الموت وكان أحد الشهود في محاكمة أدولف أيخمان. عاد للعيش في لوكسمبورغ حتى وفاته عن عمير يناهز 90 عامًا، وكان معروفًا بتورطه في التثقيف العام حول النظام النازي والمحرقة. تم إنشاء Prix René Oppenheimer في ذكرى ابنه.
في 17 يونيو 1943، أعلن غوستاف سيمون أن لوكسمبورغ هي يودناين. من 683 تم ترحيلهم، نجا 43 فقط.

## تحرير

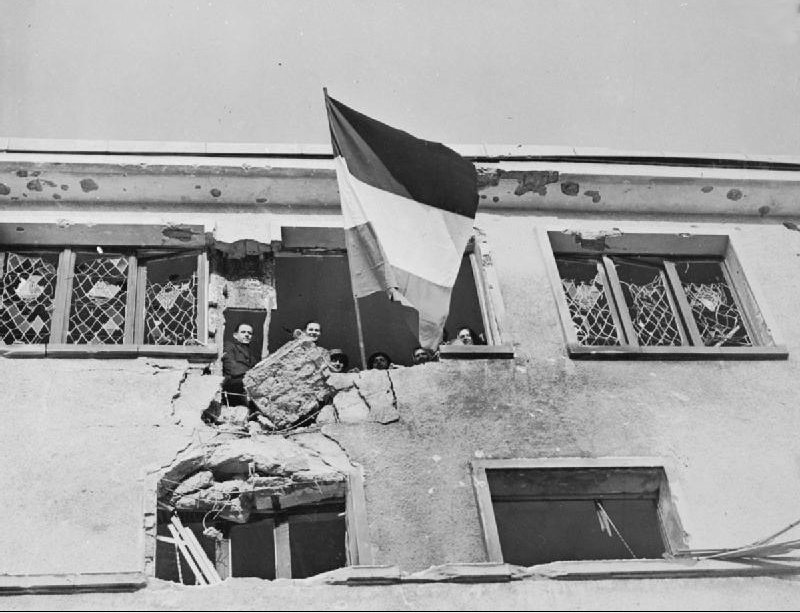
مدنيون في ويلتز يرفعون علم لوكسمبورغ أثناء تحرير المدينة من قبل القوات الأمريكية

تم تحرير لوكسمبورغ من قبل قوات الحلفاء في سبتمبر 1944، وتحديداً القيادة القتالية للجيش الأمريكي (CCA)، الفرقة المدرعة الخامسة. دخلت القوات الأمريكية الأولى الأراضي اللوكسمبرجية بالقرب من بيتانج في 9 سبتمبر، وحررت العاصمة في 10 سبتمبر 1944. تراجع الألمان دون قتال. بحلول 12 سبتمبر تم تحرير 90٪ من الدوقية الكبرى. قبل شهر واحد من بدء معركة الثغرة، حاول 250 جنديًا من فافن إس إس استعادة مدينة فياندين من المقاومة اللوكسمالية أثناء معركة فياندين دون جدوى. خلال معركة الثغرة، ضرب الجزء الشمالي من البلاد بالمدفعية من وحدة خاصة صممها الألمان لإرسال قذائف تصل إلى 40 كيلومتر (25 ميل) بعيدا (انظر في3).

## الخسائر والأضرار
في المجموع، توفي 5700 مواطن من سكان لوكسمبورغ خلال الحرب العالمية الثانية، وهو ما يعادل 2 ٪ من سكان عام 1940، وهي أعلى خسارة في أوروبا الغربية.

## ميراث
أعلنت الحكومة في المنفى عام 1941 أن جميع الإجراءات التي اتخذها المحتلون الألمان لاغية وباطل ، وهو ما أكدته عام 1944. ومع ذلك، فقد ذكرت أيضًا أن «جميع الأمور سيئة في النظام الألماني، وسنقوم بعمل جيد للحفاظ على بعض المؤسسات التي أدخلتها». وبالتالي، عندما عادت الحكومة المنفية، سمحت لبعض اللوائح التنظيمية الألمانية والتصرفات في مجالات قانون العمل وقانون الضرائب والتشريعات الاجتماعية بالبقاء ساري المفعول.
بعد الحرب، تم تشكيل منظمة " Ons Jongen " («أولادنا») لتمثيل المجندين اللوكسمبرجيين في الفيرماخت. شكّل الشباب البالغ عددهم 10000 وأسرهم قوة مهمة في بلد يبلغ عدد سكانه حوالي 300000 نسمة؛ ضغطوا على كل من حكومة لوكسمبورغ وجمهورية ألمانيا الاتحادية؛ في وقت لاحق، تم تمثيلهم من قبل «اتحاد ضحايا النازية المجندين بالقوة». بصرف النظر عن الضغط، قامت المنظمة أيضًا بأعمال تذكارية. من شبه المؤكد أنها ساهمت في إبطاء تطبيع العلاقات بين ألمانيا ولوكسمبورغ.
تأسس مركز التوثيق والبحث في المقاومة ومركز التوثيق والبحوث بشأن التجنيد القسري في عامي 2002 و2005، على التوالي، لإجراء البحوث بشأن فترة الاحتلال الألماني. يتم تمويلها من قبل الحكومة.
تبرز فترة الاحتلال الألماني في أفلام الدراما التالية: Déi zwéi vum Bierg (1985) و Der neunte Tag (2004) و Réfractaire (2009) و Emil (2010)؛ وهو أيضًا موضوع الفيلم الوثائقي 2004 هايم إنس رايخ.

## الحواشي
1. ↑  German Occupation of Luxembourg in World War II (May 10, 1940) نسخة محفوظة 2 يونيو 2019 على موقع واي باك مشين.
2. ↑  Horne, Alistair  [لغات أخرى]‏, To Lose a Battle, p. 258-264
3. 1 2 3 4 5 6 7 8 9 10 11 12  Dostert, Paul. "Luxemburg unter deutscher Besatzung 1940-45: Die Bevölkerung eines kleinen Landes zwischen Kollaboration und Widerstand". Zug der Erinnerung (بالألمانية). Archived from the original on 2019-06-02.
4. 1 2 3 4  "Heim ins Reich: La 2e guerre mondiale au Luxembourg - quelques points de repère". Centre national de l'audiovisuel. مؤرشف من الأصل في 2007-06-10.
5. ↑  Majerus، Benoît (2002). "Kollaboration in Luxemburg: die falsche Frage?". ... et wor alles net esou einfach. Fragen an die Geschichte Luxemburgs im Zweiten Weltkrieg. Ein Lesebuch zur Ausstellung (PDF). Publications scientifiques du Musée d’Histoire de la Ville de Luxembourg. Luxembourg. ج. X. ص. 126–140. مؤرشف من الأصل (PDF) في 2018-01-09.{{استشهاد بكتاب}}:  صيانة الاستشهاد: مكان بدون ناشر (link)
6. 1 2 3  Hellinghausen، Georges. "Joseph Philippe (1935-1956)". Église Catholique à Luxembourg / Katholische Kirche in Luxemburg. مؤرشف من الأصل في 26 مارس 2016. اطلع عليه بتاريخ أغسطس 2020. {{استشهاد ويب}}: تحقق من التاريخ في: |تاريخ الوصول= (مساعدة)
7. ↑  Fletcher، Willard Allen (ed.)؛ Fletcher, Jean Tucker (2012). Defiant Diplomat: George Platt Waller, American consul in Nazi-occupied Luxembourg 1939–1941. Newark: University of Delaware Press. ص. 103. ISBN:1-61149-398-6. {{استشهاد بكتاب}}: |الأول= باسم عام (مساعدة)
8. ↑  Various (2011). Les Gouvernements du Grand-Duché de Luxembourg depuis 1848 (PDF). Luxembourg: Government of Luxembourg. ص. 114. ISBN:978-2-87999-212-9. مؤرشف من الأصل (PDF) في 2017-12-30.
9. ↑  "Commémoration à l'occasion du 60e anniversaire de la grève générale du 31 août 1942". Government.lu. 31 أغسطس 2002. مؤرشف من الأصل في 2013-05-12. اطلع عليه بتاريخ 2013-05-11.
10. ↑  "Luxembourg Volunteers in the German Wehrmacht in WWII". Feldgrau. مؤرشف من الأصل في 2016-09-05. اطلع عليه بتاريخ 2013-05-11.
11. ↑  Kollaboration in Luxemburg: die falsche Frage?"، 2002
12. ↑  Schoentgen، Marc (أكتوبر 1997). "Juden in Luxemburg 1940-1945" (PDF). forum ع. 179: 17–19. مؤرشف من الأصل (PDF) في 2015-09-24.
13. ↑  Clesse، René (2002). "Shoah in Luxemburg" (PDF). Ons Stad ع. 71. مؤرشف من الأصل (PDF) في 2015-09-24.
14. 1 2  Krier، Émile (1997). "Luxemburg am Ende der Besatzungszeit und der Neuanfang". في Düwell؛ Matheus، Michael (المحررون). Kriegsende und Neubeginn: Westdeutschland und Luxemburg zwischen 1944 und 1947 (PDF). Geschichtliche Landeskunde. Stuttgart: Franz Steiner. ج. 46. مؤرشف من الأصل (PDF) في 2017-09-10.
15. ↑  Trausch، Gilbert (1992). Histoire du Luxembourg. Paris: Hatier. ص. 176. ISBN:2-218-03855-2.